# کووبیل
کووبیل (به لهستانی:  Kołbiel) یک روستا در لهستان است که در گمینا کووبیل واقع شده‌است.
 کووبیل  ۲٬۸۰۰ نفر جمعیت دارد و ۱۲۶ متر بالاتر از سطح دریا واقع شده‌است.